# Alice Nevers - Professione giudice
Alice Nevers - Professione giudice (Alice Nevers: Le juge est une femme) è una serie televisiva poliziesca francese trasmessa dal 2002 da TF1.

## Trama
Incentrata sui casi giudiziari affrontati dal giudice istruttore Alice Nevers, interpretata da Marine Delterme, la serie segue l'analoga Florence Larrieu: Le juge est une femme, trasmessa per sette stagioni dal 1993 al 2002, in cui la protagonista Florence Larrieu era impersonata da Florence Pernel. Entrambe sono ispirate dalla trilogia di romanzi di Noëlle Loriot composta da Prière d'insérer, L'Inculpé e Affaire de famille, pubblicati per la prima volta in Francia tra il 1993 e il 1997.
Dalla quattordicesima stagione in Francia è trasmessa con il titolo Alice Nevers.
In Italia è trasmesso da Giallo, canale del gruppo Discovery.

## Personaggi e interpreti
- Alice Nevers (stagione 1-in corso), interpretata da Marine Delterme.
- Comandante Frédéric Marquand (stagione 6-in corso), interpretato da Jean-Michel Tinivelli.
- Tenente Djibril Kadiri (stagione 14-in corso), interpretato da Gary Mihaileanu.
- Tenente Noah Diacouné (stagioni 12-13, guest star 14), interpretato da Ahmed Sylla.
- Tenente Max Cohen (stagioni 7-11), interpretato da Noam Morgensztern.
- Tenente Ludovic (stagione 6), interpretato da Grégori Baquet.
- Tenente Sylvain Romance (stagioni 2-5), interpretato da Arnaud Binard.
- Tenente Guérand (stagioni 2-5), interpretato da Alexandre Brasseur.
- Tenente Forette (stagione 1), interpretato da Richaud Valls.
- Capitano Léa Delcourt (stagione 13-in corso), interpretata da Karina Testa.
- Victor Lemonnier (stagione 10-in corso), interpretato da Guillaume Carcaud. Cancelliere del tribunale.
- Édouard Lemonnier (stagioni 1-9, ricorrente 10-12), interpretato da Jean Dell. Cancelliere del tribunale.
- Presidente del tribunale (stagioni 4-5), interpretata da Catherine Alcover.
- Presidente del tribunale (stagioni 1-3), interpretata da Anne-Marie Philipe.
- Jérôme Ravalec (stagione 15-in corso), interpretato da Loïc Legendre. Medico legale.
- Medico legale (ricorrente stagioni 1-15), interpretato da Daniel-Jean Colloredo.

- Papà di Alice Nevers, interpretato da Paul Barge (stagione 1) e Pierre Santini (stagione 2-in corso).
- Adam Chahine (stagioni 13-14), interpretato da Mas Belsito. Chirurgo che diventa il compagno di Alice.
- Mathieu Brémont (ricorrente stagioni 6-11), interpretato da Alexandre Varga. Compagno di Alice.
- Ada (ricorrente stagioni 14-in corso), interpretata da Médina Diarra. La figlia nigeriana adottata da Alice.
- Paul Brémont (ricorrente fino alla stagione 15), interpretato da Roméo Caiazzo. Figlio di Alice e Mathieu Brémont.
- Rachel Fronsac (stagione 12), interpretata da Karine Ambrosio. Madre di Lucie.
- Lucie Fronsac (ricorrente stagione 12), interpretata da Maryne Bertieaux. Figlia di Frédéric e Rachel.
- Juliette, interpretata da Lubna Gourion (stagione 8) e Tilly Mandelbrot (stagione 9). Figlia di Frédéric e Flora.
- Flora (stagione 9), interpretata da Nathalie Blanc. Ex fiamma di Frédéric.

## Episodi
| Stagione                 | Episodi | Prima TV Francia | Prima TV Italia |
| ------------------------ | ------- | ---------------- | --------------- |
| Prima stagione           | 3       | 2002-2003        | 2010            |
| Seconda stagione         | 3       | 2003-2004        | 2010            |
| Terza stagione           | 2       | 2005             | 2010            |
| Quarta stagione          | 3       | 2005-2006        | 2010            |
| Quinta stagione          | 5       | 2006-2007        | 2010            |
| Sesta stagione           | 6       | 2007-2008        | 2009            |
| Settima stagione         | 5       | 2009             | 2009            |
| Ottava stagione          | 6       | 2010             | 2011            |
| Nona stagione            | 6       | 2011             | 2019            |
| Decima stagione          | 6       | 2012             | 2019            |
| Undicesima stagione      | 8       | 2013             | 2020            |
| Dodicesima stagione      | 10      | 2014             | 2020            |
| Tredicesima stagione     | 10      | 2015             | 2021            |
| Quattordicesima stagione | 10      | 2016-2017        | 2021            |
| Quindicesima stagione    | 10      | 2017             | inedito         |
| Sedicesima stagione      | 10      | 2018             | inedito         |
| Diciassettesima stagione | 10      | 2019             | inedito         |
| Diciottesima stagione    | 6       | 2020             | inedito         |
| Diciannovesima stagione  | 2       | 2022             | inedito         |